# 1951-es magyar férfi kosárlabda-bajnokság
Az 1951-es magyar férfi kosárlabda-bajnokság a huszadik magyar kosárlabda-bajnokság volt. A bajnokságot teljesen átszervezték. A csapatok területi (budapesti és megyei) bajnokságokban játszottak, a győztesek (Budapestről és egyes megyékből több helyezett is) az országos középdöntőben, majd az országos döntőben küzdöttek tovább a végső helyezésekért. Budapesten tizenkét csapat indult el, a csapatok két kört játszottak. Az országos fordulókban már csak egy kör volt. Azonos pontszám esetén a döntőkben az egymás elleni eredmény, egyébként a gólarány döntött.
Névváltozások:
- A Bp. DISZ FSE új neve Bp. Haladás lett.
- A BSE új neve Bp. Petőfi VTSK lett.
- A Közalkalmazottak SE új neve Bp. Petőfi lett.
- A Testnevelési Főiskola Haladás a Testnevelési Főiskola MEFESZ új neve.
- A VL Kistext a Kistext SE új neve.

## Országos döntő
| #  | Csapat          | M | Gy | V | K+  | K-  | P |
| -- | --------------- | - | -- | - | --- | --- | - |
| 1. | Bp. Haladás     | 5 | 4  | 1 | 285 | 233 | 8 |
| 2. | Vasas MÁVAG     | 5 | 4  | 1 | 328 | 258 | 8 |
| 3. | Bp. Honvéd      | 5 | 4  | 1 | 307 | 228 | 8 |
| 4. | Bp. Petőfi VTSK | 5 | 2  | 3 | 289 | 285 | 4 |
| 5. | Bp. Lokomotív   | 5 | 1  | 4 | 225 | 336 | 2 |
| 6. | Diósgyőri Vasas | 5 | 0  | 5 | 194 | 228 | 0 |

* M: Mérkőzés Gy: Győzelem V: Vereség K+: Dobott kosár K-: Kapott kosár P: Pont

## Országos középdöntő
- Budapest: Diósgyőri Vasas 6, Soproni Haladás 4, Bajai Vörös Meteor 2, Nagykanizsai Építők 0 pont
- Pécs: Bp. Lokomotív 6, Szegedi Honvéd 4, Szombathelyi Lokomotív 2, Veszprémi Dózsa 0 pont
- Sopron: Vasas MÁVAG 6, Kaposvári Lokomotív 4, Szekszárdi Építők 2, Nagykőrösi Kinizsi 0 pont
- Szeged: Bp. Petőfi VTSK 6, Békési ÁGSE 4, Komáromi Lokomotív 2, Pécsi Haladás 0 pont
- Ózd: Bp. Haladás 6, Salgótarjáni Vasas 4, Székesfehérvári Építők 2, Szolnoki Lokomotív 0 pont
- Diósgyőr: Bp. Honvéd 6, Szegedi Postás 4, Egri Tüzép 2, Debreceni Haladás 0 pont

## Budapesti csoport
| #   | Csapat                        | M  | Gy | D | V  | K+   | K-   | P  |
| --- | ----------------------------- | -- | -- | - | -- | ---- | ---- | -- |
| 1.  | Bp. Honvéd                    | 22 | 20 | 1 | 1  | 1552 | 998  | 41 |
| 2.  | Bp. Haladás                   | 22 | 20 | 1 | 1  | 1432 | 973  | 41 |
| 3.  | Vasas MÁVAG                   | 22 | 19 | 0 | 3  | 1685 | 1160 | 38 |
| 4.  | Bp. Lokomotív                 | 22 | 12 | 1 | 9  | 1287 | 1255 | 25 |
| 5.  | Bp. Petőfi VTSK               | 22 | 12 | 0 | 10 | 1169 | 1164 | 24 |
| 6.  | Bp. Petőfi                    | 22 | 10 | 0 | 12 | 1157 | 1158 | 20 |
| 7.  | Testnevelési Főiskola Haladás | 22 | 8  | 2 | 12 | 1154 | 1441 | 18 |
| 8.  | Bp. Előre                     | 22 | 8  | 1 | 13 | 1207 | 1294 | 17 |
| 9.  | VL Kistext                    | 22 | 7  | 2 | 13 | 1147 | 1263 | 16 |
| 10. | Csepeli Vasas                 | 22 | 4  | 3 | 15 | 1174 | 1487 | 11 |
| 11. | Bp. Vörös Meteor              | 22 | 3  | 1 | 18 | 1069 | 1464 | 7  |
| 12. | Bp. Gyárépítők MTE            | 22 | 3  | 0 | 19 | 960  | 1336 | 6  |

* M: Mérkőzés Gy: Győzelem D: Döntetlen V: Vereség K+: Dobott kosár K-: Kapott kosár P: Pont